# Colette Dondaine
Colette Dondaine (* 1922; † Oktober 2012) war eine französische Linguistin, Romanistin und Dialektologin.

## Leben
Colette Dondaine habilitierte sich 1969 in Straßburg bei Pélagie Simon mit der Thèse Les parlers comtois d’oïl. Etude phonétique (Paris 1972) und wurde Professorin an der Universität von Burgund in Dijon. Sie trat mit sprachwissenschaftlichen Arbeiten zum regionalen Französisch der Franche-Comté hervor, vor allem mit dem Sprachatlas und einem etymologischen Wörterbuch des Frainc-Comtou.

## Werke
- Atlas linguistique et ethnographique de la Franche-Comté. 3 Bde., Paris 1972–1984; Bd. 4: Grammaire. Index des quatre volumes. ebd. 1991
- Noëls au patois de Besançon des XVIIe et XVIIIe siècles. Thise  1997
- Trésor étymologique des mots de la Franche-Comté d’après l’Atlas linguistique et ethnographique de la Franche-Comté. Straßburg 2002 (Vorwort von Gilles Roques)